# 在中華民国ベリーズ大使館
在中華民国ベリーズ大使館（ざいちゅうかみんこくベリーズたいしかん、英語: Embassy of Belize in the Republic of China、繁体字中国語: 貝里斯駐華大使館）あるいは駐台ベリーズ大使館（英語: Embassy of Belize in Taiwan、繁体字中国語: 貝里斯駐台大使館）は、ベリーズが中華民国（台湾）の首都台北市に設置している大使館である。
1989年10月13日に両国間の外交関係が樹立された後、まず1992年に大使館が開設されたが、財政上の都合で一旦閉鎖された。1999年8月、駐台ベリーズ大使ウィリアム・キントが派遣されて大使館が再開された。また、非常駐の駐日ベリーズ大使館（英語: Embassy of Belize in Japan）を兼轄している。

## 住所
| 日本語 | 〒11157 台北市士林区天母西路62巷9号11階                              |
| 中国語 | 11157 臺北市士林區天母西路62巷9號11樓                                |
| 英語   | 11F, No. 9, Lane 62, Tianmu West Road, Shilin District, Taipei 11157 |

## 大使
2021年4月20日より、キャンディス・ピッツが特命全権大使を務めている。
2016年から2020年にかけて駐台大使を務めていたダイアン・カーラ・ヘイロックは、2018年7月11日に、非常駐の駐日大使として訪問した東京で信任状を捧呈している。